# Wunderthausen
Wunderthausen (mundartlich Wunnardhause) ist ein Ortsteil von Bad Berleburg im Kreis Siegen-Wittgenstein in Nordrhein-Westfalen.

## Geographie

### Nachbarorte
- Diedenshausen
- Hallenberg
- Wemlighausen

### Weiler
- Kraftsholz

## Geschichte
Die erste urkundliche Erwähnung stammt vom 21. Januar 1303. Hier wird der Ort erstmals als Wandirdihusen genannt.
Im Jahre 1338 wird eine Kapelle in Wunderthausen genannt. In den Jahren 1508 bis 1569 gehört Wunderthausen kirchlich zu Bromskirchen. Eine Schule ist für das Jahr 1790 datiert. 1816 wird Wunderthausen in den preußischen Staat eingegliedert. Der Männergesangverein wird 1869 gegründet. Ihm folgt 1873 der Kriegerverein. Die Feuerwehr erhält 1883 eine Saug- und Druckpumpe. Ab dem Jahr 1892 hat Wunderthausen zusammen mit der Ortschaft Diedenshausen den Status eines eigenen Kirchspiels. Wunderthausen ist bekannt wegen seiner Löffelproduktion: im Jahre 1916 sollen 900.000 Löffel hergestellt worden sein. 1922 hält der elektrische Strom in Wunderthausen Einzug. Im Jahr 1928 wird der Schieß- und Schützenverein gegründet. Seit dem 1. Januar 1975 ist Wunderthausen ein Stadtteil von Bad Berleburg. Im Jahr 2003 konnte Wunderthausen sein 700-jähriges Bestehen feiern.

### Einwohnerentwicklung
- 1961: 658 Einwohner[3]
- 1970: 650 Einwohner[3]
- 1974: 622 Einwohner[4]
- 2011: 578 Einwohner
- 2021: 512 Einwohner[1]